# Modlitba k Afroditě

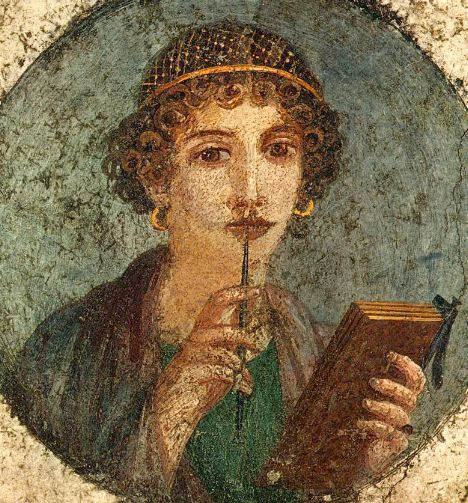
Sapfó

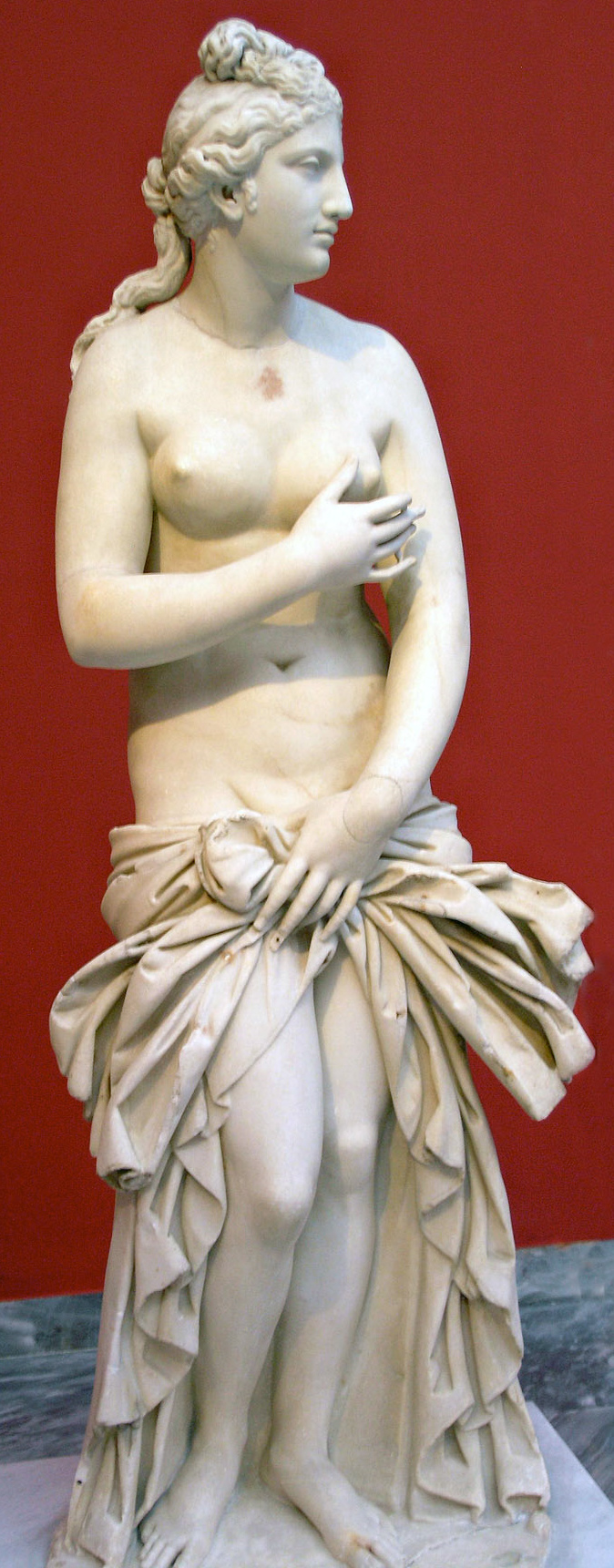
Afrodita

Modlitba k Afroditě je jedinou dochovanou básní Sapfó. Dochovala se díky Dionýsiosovi z Halikarnassu. Sapfó v ní žádá o pomoc bohyni Afroditu. Báseň byla napsána kolem roku 600 př. n. l., původně v aiolštině. Sapfó byla jednou z prvních básníků, kteří psali o pocitech v první osobě čísla jednotného.
Jelikož Sapfó psala o lásce mezi ženami, její knihy byly zakázány. V Byzancii roku 380 n. l. spálili všechny její knihy a zbytek nechal zničit papež Řehoř VII.